# Raputia maroana
Raputia maroana är en vinruteväxtart som först beskrevs av R. Cowan, och fick sitt nu gällande namn av J.A. Kallunki. Raputia maroana ingår i släktet Raputia och familjen vinruteväxter. Inga underarter finns listade i Catalogue of Life.